# سرديات
السرديات أو علم السرد، (بالإنجليزية: Narratology)، (بالفرنسية: Narratologie) وهي نظرية وعلم من علوم الأدب يهتمّ بدراسة الأجناس «السردية» (أقصوصة، قصة، رواية، مقامة، نادرة، أسطورة، خرافة) وتحليل مكوناتها وآلياتها. والسرديات أو علم السرد، من المصطلحات التي أبدعتها البنيوية، وكانت بدايته مع الشكلانيين الروس مع فلاديمير بروب (1928 / 1968) في (علم تشكل الحكاية). لكنّ تزيفيتون تودوروف هو من صاغ مصطلح (علم السرد) لأول مرة عام 1969 في كتابه (قواعد الديكاميرون)، وعرّفه بـ(علم القصة). تطوّر المبحث السردي على يد نقّاد ودارسين مثل : رولان بارت، وجيرار جينيت، وقريماس، وجوليا كريستيفا وغيرهم.

## تقنية السرد وعناصر السرد
أن «العناصر السردية»، استقرت منذ سالف الزمان بوصفها مكونات قصصية، جازت مرحلة الخلاف، وقد كانت موزعة بين أنواع نثرية مختلفة، في الزمان والمكان، والحدث، والحوار، والسرد، وغير ذلك .. هي ما نقصده بقولنا عناصر قصصية أو سردية.

## وظائف السارد
للسارد في القصة وظائف متعددة منها :
1. الوظيفة السردية : حيث يقوم السارد بحكي الأحداث، وتقديم الشخصيات ووصف الأمكنة والأشياء .
2. الوظيفة التفسيرية : قد يؤدي السارد أحيانا وظيفة تفسيرية لما يحدث للشخصيات من أحداث، بحيث يسلط الضوء عليها، موضحا، وشارحا أسبابها .
3. وظيفة تواصلية : يتوجه السارد إلى المسرورد له – وهو القارئ النهي – ليحقق نوعا من التواصل معه.
4. الوظيفة التقييمية : حيث يقوم السارد بالتعليق على بعض الأحداث، انطلاقا من وجهة نظره، ومن موقفه الفكري أو الأخلاقي أو وصفه لإحدى شخصيات القصة بطريقة ساخرة تعبر عن نوع من التهكم والاحتقار.

## طرائق السرد
للسرد طرائق متنوعة سواء في القصة القصيرة أو الرواية بحيث يمكن التمييز بين ثلاث رؤيات سردية
أ‌- الرؤية من خلف :
يتميز السارد فيها بكونه يعرف كل شيء عن شخصيات عالمه، بما في ذلك أعماقها النفسية وأحاسيسها، وأفكارها، مخترقا جميع الحواجز، منتقلا في الزمان والمكان دون صعوبة. ويفترض أن تحكي القصة التي تعتمد هذه الرؤية السردية بضمير الغائب .
ب‌-الرؤية مع :
السارد هنا يتساوى في المعرفة مع الشخصية، فهو لايقدم لنا أي تفسير للأحداث قبل أن تصل الشخصية ذاتها إليه، ويستعمل ضمير المتكلم أو الخاطب في هذه الرؤية، حيث يتطابق السارد بالشخصية القصصية .
ج- الرؤية من خارج :
يكون السارد في هذه الرؤية أقل إدراكا ومعرفة من أي شخصية في القصة، وهو بذلك لايمكنه إلا أن يصف مايرى ويسمح، دون أن يتجاوز ذلك كما هو أبعد، كالحديث عن وعي الشخصيات وأفكارها مثلا، أو التعليق على الأحداث فهو سارد محايد.

## أنظر أيضا
السرديات من النظرية البنيوية إلى المقاربة الثقافية